# Estação Denfert-Rochereau
Denfert-Rochereau é uma estação de linhas 4 e 6 do Metrô de Paris, localizada no 14.º arrondissement de Paris.

## Localização
A estação está localizada sob a place Denfert-Rochereau.

## História
A estação foi inaugurada em 1906 na atual linha 6 do Metrô de Paris. Ele está situada sob a place Denfert-Rochereau cujo nome faz homenagem a Pierre Philippe Denfert-Rochereau (1823-1878), coronel francês, que defendeu vitoriosamente a cidade de Belfort contra os Prussianos em 1870 e 1871.
A linha 6 passa sob a linha 4. As plataformas da linha 6 fazem parte do conceito arquitetônico Andreu-Motte; os mobiliário e a faixa de iluminação são de cor laranja. Por outro lado os da linha 4 são cobertas de painéis brancos e azuis com um mobiliário Motte azul. Sob o nome Denfert-Rochereau dos painéis de plataforma da linha 4 figura o nome do Colonel Rol-Tanguy.
A parte da place Denfert-Rochereau situada à direita dos pavilhões da antiga barrière d'Enfer, devido ao arquiteto Claude-Nicolas Ledoux, recebeu o nome de "Avenue du Coronel-Henri-Rol-Tanguy" em 2004, por ocasião do sexagésimo aniversário da libertação de Paris. Mas, nas plataformas e nos corredores, as placas pl. Denfert-Rochereau ainda subsiste porque a saída "Accès 1" permite servir principalmente os edifícios, os mais numerosos, situados nas outras partes da place Denfert-Rochereau.
Em 2011, 4 335 086 passageiros entraram nesta estação. Ele viu entrar 4 339 678 passageiros em 2013, o que a coloca na 109ª posição das estações de metrô por sua frequência.
De 1960 a 2016, as plataformas da linha 4 foram carroçadas com montantes horizontais azuis, quadros publicitários brancos e assentos Motte azuis. Em 2016 e 2017, as plataformas da linha 4 foram objeto de uma renovação, incluindo a remoção dessa curvatura.
As plataformas da estação da Linha 4 portam como subtítulo Colonel Rol-Tanguy desde 2004, quando uma parte da place Denfert-Rochereau foi nomeada "Avenue du Colonel-Henri-Rol-Tanguy".

## Serviços aos passageiros

### Acessos
A estação tem quatro acessos, por um lado, em frente ao n° 2 da avenue du Colonel-Henri-Rol-Tanguy e, do outro lado, em frente aos números 1, 2 e 4 da avenue du Général-Leclerc.

### Plataformas
As plataformas da linha 6 são projetadas no estilo "Andreu Motte" com rampas luminosas laranjas, bancos, tímpanos e saídas dos corredores em telhas marrons planas e assentos "Motte" laranjas. É, portanto, uma das poucas estações a apresentar ainda o estilo "Andreu-Motte" na sua totalidade. Este arranjo é casado com telhas biseladas brancas. O nome da estação é inscrito em placas esmaltadas em letras maiúsculas e os quadros publicitários são metálicos. Em 2017, as plataformas da linha 4 estiveram em obras.

### Intermodalidade
A estação é servida pelas linhas 38, 68, 88, 216, Orlybus e pela linha de vocação turística OpenTour da rede de ônibus RATP e, à noite, pelas linhas N14, N21 e N122 da rede Noctilien.
A estação também está em correspondência com a Linha B do RER na estação de Denfert-Rochereau. Esta estação, inaugurada em 1846, foi originalmente o terminal da linha de Sceaux.

## Pontos turísticos
A place Denfert-Rochereau é plantada com árvores e decorada com três jardins.
No centro da praça se encontra um réplica de terceiro do Leão de Belfort, escultura monumental simbolizando a resistência do coronel Denfert-Rochereau.
A entrada das catacumbas está situada, lado ímpar, da avenue du Colonel-Henri-Rol-Tanguy, em frente ao edifício da direção dos dejetos e deslocamentos da prefeitura de Paris, situado no lado par. Estes dois edifícios, classificados monumentos históricos, nos números 3 e 4 são os pavilhões da antiga barrière d'Enfer, pelo arquiteto Ledoux. Esta última parte da praça englobava a place de la Barrière d'Enfer, uma parte dos boulevards d'Enfer e Saint-Jacques e parte dos boulevards de Montrouge e d’Arcueil.

## Cultura
Os desenhos curiosos das fissuras das paredes cobertas com telhas brancas de faiança da estação de metrô Denfert-Rochereau são originalmente da inspiração da série do período Denfert (1951 - 1958) do pintor e artista plástico húngaro (e mais tarde naturalizado francês) Victor Vasarely. Este transita então frequentemente pela estação, estando na época instalado em um apartamento-oficina em Arcueil, sobre a linha de Sceaux.

Galeria de fotografias
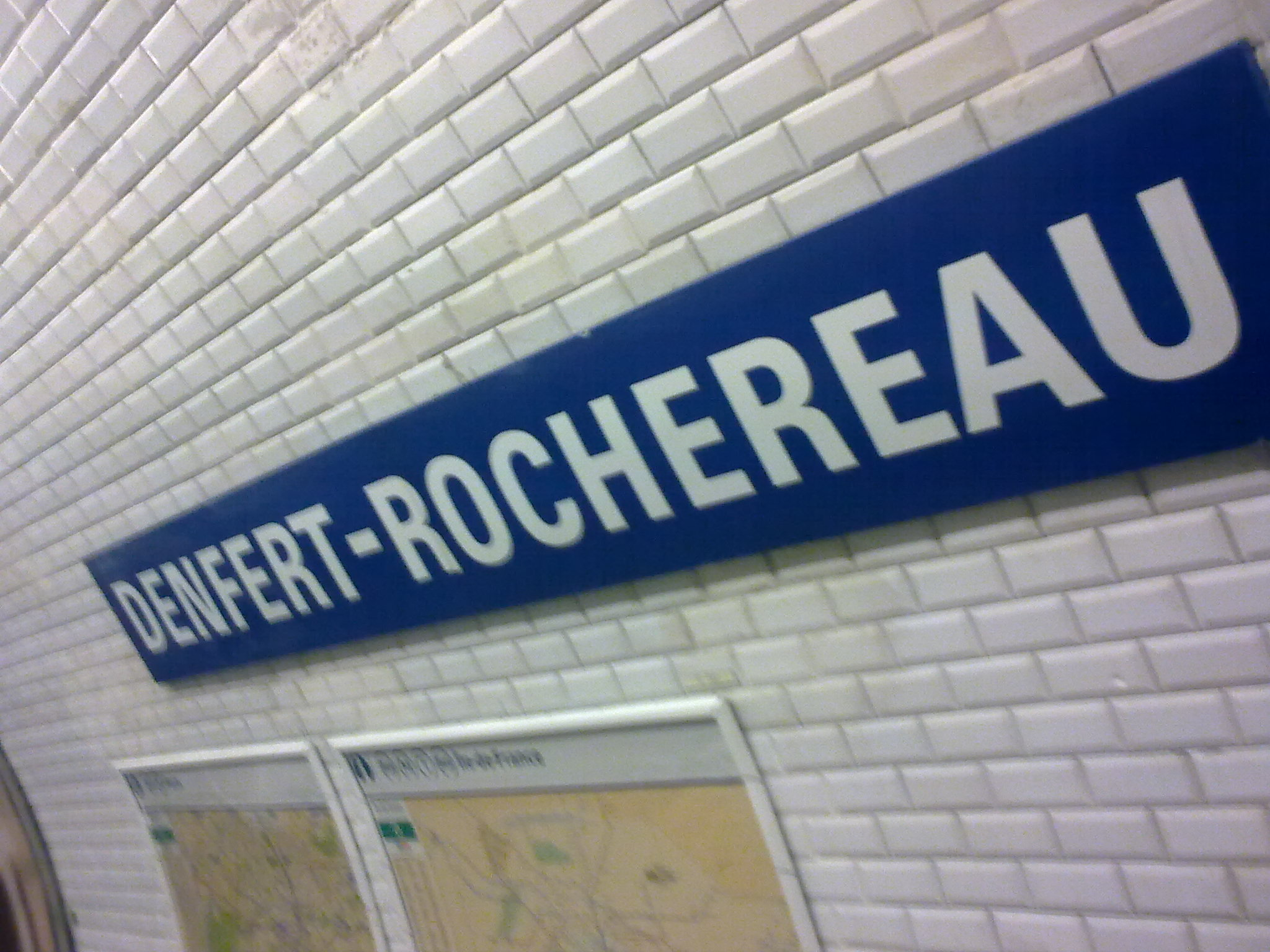
Uma das placas da estação (linha 6).
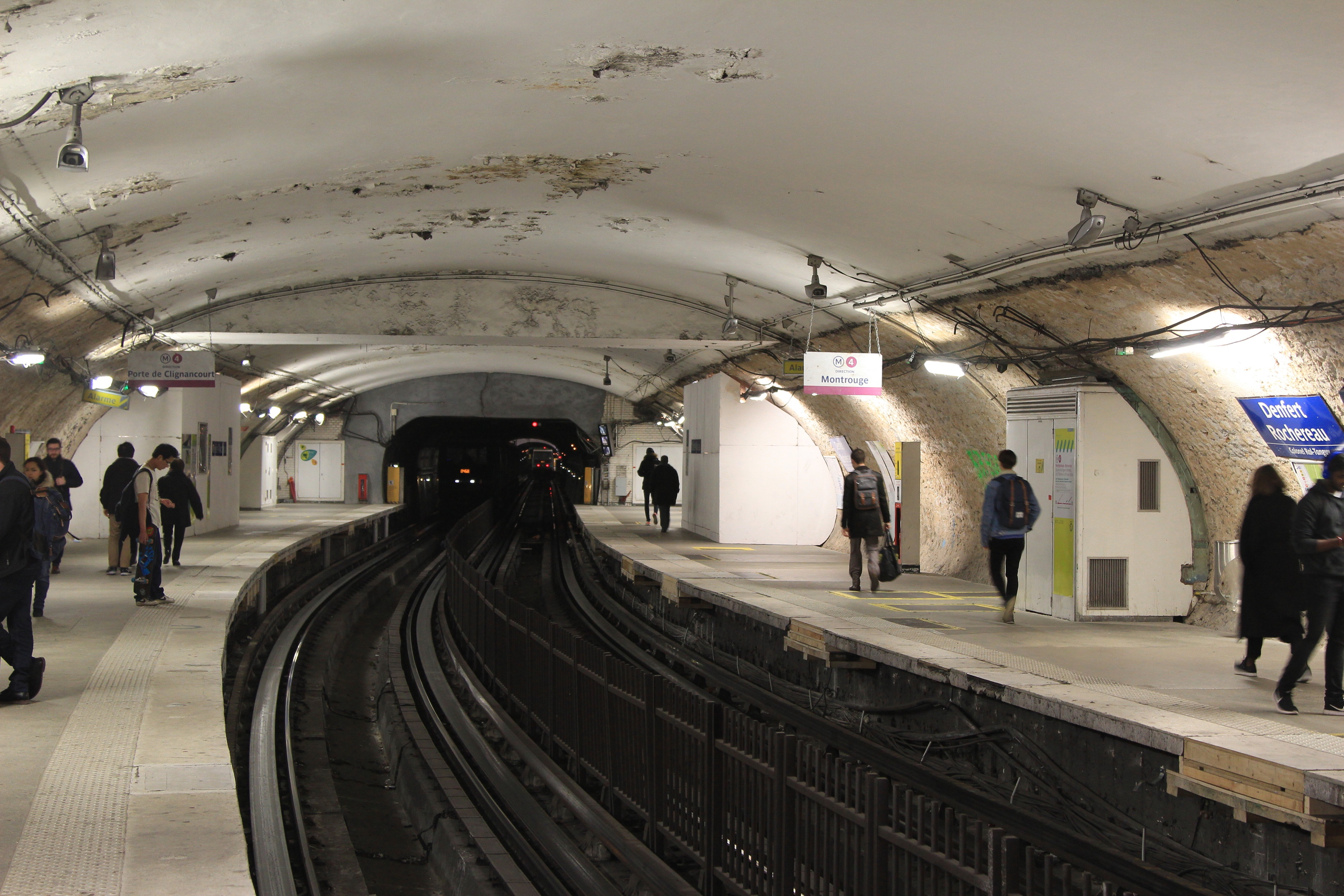
As plataformas em obras da linha 4.
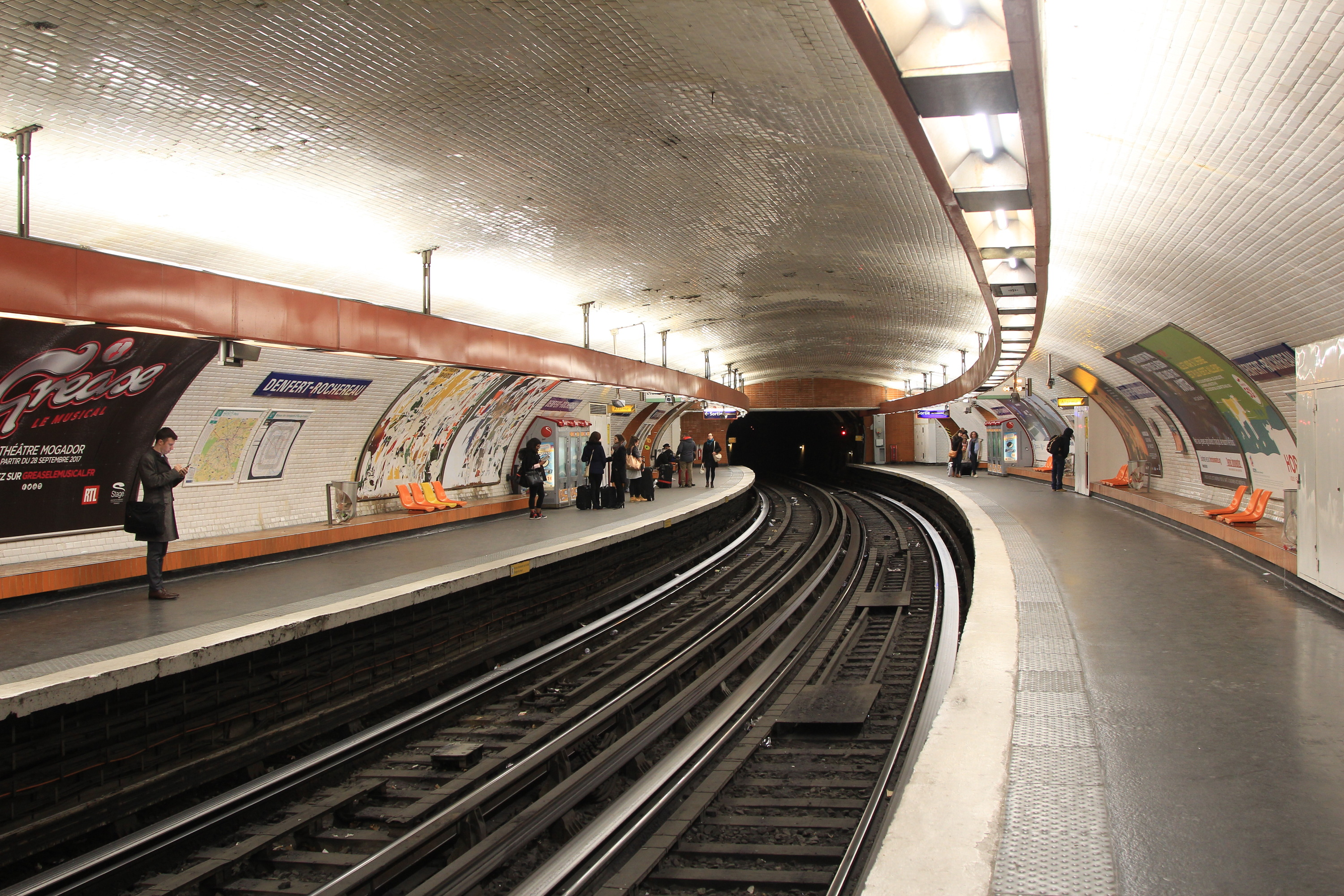
As plataformas da linha 6.